# Literatura corsa

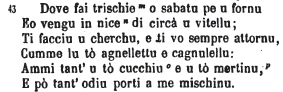
Fragment de la Serenata di Scappinu

Literatura corsa és la literatura que es fa en cors, una llengua itàlica que es parla a l'illa de Còrsega.

## Primeres mostres
Les primeres mostres són de caràcter oral. Hi ha una gran riquesa en varietat de temes. Les principals mostres de cants populars corsos són els voceru, lamentu, nanna, chjama e rispondi, sirinata, fole (contes), stalvatoghlu (cançons divertides), filastrocce i els cants paghjella (polítics i propagandístics, fets en tres dístics octosil·làbics, que podien ser musicals, vocals i polifònics). Els fole compten amb actors de nomo sobrenatural, com el mazzari (caçador d'ànimes), la streghe (encissadora), els lagrimanti i els murtalaghji. Els lamentu, per la seva banda, són cants de caràcter amorós (com el Terzetti rusinchi), o bé cants d'emigrants (com la Barbara Furtana), conscrits (com Quando seró per Corti), cants de presoners (com U piurvanu turchini) o bé contumaços (com Ghjuvan Camellu). També hi ha els cants paròdics, com el Fasgianu (plaentera), el Filicone (més greu) i el Spanettu (satíric).
La literatura culta, però, es va fer en italià toscà. En el segle xiv aparegué en llatí toscà la Cronica de Giovanni della Grossa (1388-1464), continuada posteriorment per Petrantoniu Monteggiani (1464-1525) i Marcantoni Ceccaldi (1526-1559) amb Storia de Corsica, publicada el 1594 per Anton Pietro Filippini.
Durant el segle xvi es distingirien dues vessants. Per una banda, versions a la corsa d'autors italians de certa difusió a l'illa (Torquato Tasso, Ariosto, Marini). D'altra, autors en italià dorigen cors, molts d'ells recollits en l'antologia de Hyacinthe Yvia Croce Antologie des écrivains corses (1929-1931). Hi destacarien Ignazio Cardini (1566-1602), Pietro Cirneo (1447-1507) autor en llatí de De rebus corsicis; Guiglielmo Guglielmi d'Orezza (1644-1728) amb A Malannata i les Ottave giocose (1702), 36 octaves en italià a les quals uneix un lamentu en bastià, un vocero del nord, una nanna i una serenatta del Sud.
En el segle xvii a Bastia, fogar de les lletres, es fundaria el 1659 l’Accademia dei Vagabondi, tot seguint els models peninsulars italians. Angelo Francesco Coloma hi compongué un Commentario della glorie e prerogative dei Regno e Popoli di Corsica (1685).
Durant la revolució corsa (1729-1763) destacaren teòrics, polemists i pamfletaris com Giulio Matteo Natali, amb Disinganno intorno alla Guerra de Corsica (1736); Don Gregorio Salvini, amb Giustificazione della Revoluzione di Corsica (1758-1764); la correspondència de Pasquale Paoli, publicada el 1846, i l'anònim Sentimenti dei Nazionali Corsi contro l'invasione della patria (1771). La tradició toscanitzant, però, es manté mercè Vincenzu Giubega (1761-1800) de Calvi, traductor d'Ovidi i Catul al cors.

## Elseglexix
Novament Bastia serà el centre cultural de la literatura corsa. Salvatore Viale (1787-1861) compongué la considerada primera obra moderna en llengua corsa, La dionomachia (1817), escrita en italià però amb els diàlegs en cors, i que no fou publicada a Bastia fins al 1835, així com els estudis Canti popolari corsi (1843) i Dell’uso della lingua patria in Corsica (1858). Ghjuvan Carlo Gregori (1797-1852), historiador i traductor, l'editor Fabiani i els reculls de novel·la històrica fets per Ghjuvan Vitu Grimaldi (1804-1863) amb Bartulumea, Ugo Francescu Peretti della Rocca (1745-1837) amb I versi di Sagra, i Rigolo Carlotti (1805-1878) en foren els membres més destacats i precursors d'un moviment literari corsista.
Amb el Risorgimento el bonapartista Joseph-Marie Multedo (1810-1896) i el republicà Ghjuvan Paulu Borghetti (1816-1897) escriviren en italià normatiu i obres de caràcter romàntic. Ambdós eren partidaris de trencar amb l’"arcadisme" dels precursors i descobrir texts en cors com a part del patrimoni popular, com les obres orals contadineschi (pageses), compostes per autors en italià com a giocosi (divertiment).
El 1833 Francesco Ottaviano Renucci (1767-1842), qui estigué exiliat a Gènova del 1790 al 1804, compongué una Storia della Corsica dal 1789 al 1830 i Novelle storiche corse. El 1840 el francès Prosper Merimée va recollir un considerable vocabulari cors a Notes d'un voyage a Corse, que facilita el coneixement de la vida dels pagesos corsos als forasters. El 1841 l'italià Niccolo Tommaseo (1802-1874) recull uns Canti popolari corsi, però amb voluntat irredemptista, i també fa un recull de la correspondència de Paoli. I el 1854 l'alemany Ferdinand Gregorovius (1821-1894) compongué Corsica, compendi d'història i geografia de l'illa, de caràcter romanticista. Tots ells contribuirien al coneixement de la realitat dels pagesos corsos que en tindrien els autors posteriors.
El 1866 es publicaria el recull Minutu corsu de poesia popular anònima. Paulu Matteiu Della Foata (1817-1890) ja va compondre només en cors obres com Nanna dei bambinu (1871), A predica di a rustaghja i el recull Poesie giocose in lingua vernacula della pieve d'Ornano (1891). Antone Leonardu Massiani (1816-1888) va compondre Viaghju in Ascu (1886). El francès Mattei compongué el 1877 l'estudi en francès Les annales de la Corse, primer estudi dels dialectes corsos. Pietro Lucciana Vattelapesca (1832-1909) de Bastia, fundador de l'Academia Cirnea i de la revista literària en cors Cirno (1905-1908), compongué més de 40 comèdies i sainets en cors, com In campagna (1888) i el recull Versi italiani e corsi (1887). Finalment, la gran figura del moment fou Santu Casanova (1850-1934), considerat com el Frederic Mistral cors, fundador de la primera revista en cors, A Tramuntana (1896-1914), publicada a Ajaccio, des d'on es proposà la unificació literària dels dialectes corsos basada en la parla cismuntana; escriví en italià versos satírics com Meraviglioso testamento di Francesco (1875) i La morte ed’funerale di Spanetto (1892) i en cors Primavera corsa (1927), Fiori di cirnu (1930) i Corsica e Pontenovu (1933). És considerat l'esglaó entre les velles generacions d'autors en italià i les noves generacions d'autors en cors.

## El segle XX
La literatura corsa del segle XX vindrà marcada per les noves revistes que es crearen. Abans de la Segona Guerra Mundial hi destacarien la revista A Cispra, publicada a Marselha per Ghjacomu Santu Versini (1859-1922) i Saveriu Paoli (1886-1941), on es van fer les primeres reivindicacions nacionals, i A Muvra amb Petru Rocca, A.D. Versini Maistrale (1872-1950), Matteu Rocca, autor d’I lucchetti (1925) i Dumenicu Carlotti (1877-1948) amb el poema Pampame corse (1926) i la gramàtica Lessicu comparativu corsu-italianu-francese (1924); Tumasgiu Maria Alfonsi (1861-1947) i altres com Antoniu Bonifaziu (1866-1933) amb els poemes Frutti d'imbernu (1924) i el Manualettu di gramática corsa (1925) que serà bàsic en la normalització literària del cors d'aquells anys; Marcu Angeli, autor de Malincunie (1924) i Gigli di stagnu (1932); Ghjuvan Petru Lucciardi (1862-1928) amb U martiriu di Santa Devota (1912) i La schiodazione (1931); Ghjanettu Notini U Sampetracciu (1890-?) autor de teatre com I succesi di Natale Zuccone (1927), A pulitica (1928), Arcanghjula (1930) i U bascigliè di Fiffina (1932); Petru Ricci di Loretu di Casinca (1880-1950), traductor de Molière i Labiche al cors; Simon Ghjuvanni Vicinguerra de Petra di Verdi, i molts altres.
D'altra banda, entre el 1923 i el 1939 aparegué a Marsella l'almanac bilingüe Annu Corsu, dirigit per Antoniu Bonifaziu i Paulu Arrighi (1895-1975), molt influït per Mistral i el felibritge i que acabarà imprimint-se en francès amb el nom L'Anne Corse. Aquí, però, s'hi publicaria les primeres novel·les modernes en cors, Pesciu anguilla, rumanzu bastiese (1930) i Filidatu e Filimonda, o a filastrocca di Marco Mahó (1935) de Sebastianu Nicolai Sebastianu Dalzeto.
El 1926 U. Babbiziu publicà el recull Una filza di francesismi colti nelle parlate dialettali corse, i des d'A Muvra farà el 20 de novembre del 1926 una crida a utilitzar una llengua literària comuna. També apareixen altres revistes, com U Fulcone (A Bastia, 1926-1928), A Baretta Misgia (a Aiacciu, 1925), Kyrnos, L'Altagna, U Lariciu (bilingüe) i Almanacco Populare di Corsica (en italià, a Oletta, 1930). També destacaren els autors Ageniu Grimaldi, Simonu d'Aullé i altres.
Després de la segona guerra mundial, la principal revista literària en cors fou U Muntese, apareguda a Bastia entre 1955 i 1972, dirigida per Petru Ciavatti i on hi col·laborarien Petru Rocca, autor de Parlà d'Aghiacciu (1955) i Tempi è tempi (1963), Ignaziu Colombani, autor de Rime di Rustinu (1960); Ghjuvan Maria Bonavita, amb U pane azimu (1967); Anton Francescu Filippini (1908-1985) amb Puesce (1928), Ballate corse (1940), E miò lune (1956), U prunalbellu (1958), Lochi e stagioni (1968), Aqua d'aprile (1969) i A silente riva (1970); Marcellu Alessandri, Ignaziu Colombani, Peppu Flori i Ghjacumu Simonpoli.
Una altra revista important del període fou Monte Cintu, apareguda entre el 1959 i el 1963 i dirigida per Carulu Giovoni (1879-1962), traductor de Virgili al cors.
Cap al 1974 apareixeria la nova revista Rugiru, de Dumenicantone Geronimi, qui iniciaria la "segona renaixença" de la llengua corsa", de la que hi participarien autors com Rinatu Coti (1944), autor d’I guai di a signoria i U vangonu neru; Antoniu Trojani, autor de Dropu cena, Sott’à l'olmu i Pece cruda; l'assagista Ghjacumu Thiers; els poetes Ghjuvanteramu Rocchi, autor dels poemes U spannamente, Marcu Biancarelli, Ghjuvan Ghjacumu Albertini, Ghjuvanghjuseppiu Franchi, Ghjacumu Fusina, Ghjacumu Franceschi, Patrizia Gattaceca, Marcellu Acquaviva, Alanu di Meglio, Pasquale Ottavi, Francescu Mattei, i Ghjuvanluigi Moranchini; els dramaturgs Saveriu Valentini i Dumenicu Tognotti, així com els grups de teatre popular A Tribbiera i A Ghisunaccia.
Pel que fa a la música destaquen Canta U Populu Corsu, fundat el 1973, i I Muvrini, fundat el 1975 per Gjuvan Francescu i Alanu Bernardini, fill del poeta Gjuliu Bernardini, que han popularitzat el folklore cors arreu del món. D'altres grups musicals són I Chjami Aghjalesi i A Filetta i el cantautor Ghjuvan Paulu Poletti, fundador del grup Canta U Populu Corsu (1975).